# Dwór obronny w Łękach Górnych
Dwór obronny w Łękach Górnych – dwór pałacowo-obronny z końca XVI w. wraz z parkiem, położony w miejscowości Łęki Górne. Jest przykładem szesnastowiecznych dworów wieżowych. Unikalny charakter nadają budowli jej manierystyczne dekoracje.

## Historia
W czasach Jagiellonów przez Łęki Górne i Pilzno przebiegał główny szlak drogowy, łączący ówczesną stolicę Polski, Kraków ze Lwowem. Mając na uwadze, jak ważny jest to szlak komunikacyjny, starosta pilzneński Jan Tarło postanowił wybudować przy nim warowną rezydencję. Zlokalizował ją w Łękach Górnych, które były jego własnością od 1540. Dwór, mający charakter pałacu otoczonego fortyfikacją, powstał pod koniec XVI wieku. Wyraz artystyczny dwór zawdzięcza Jerzemu Mniszchowi, ojcu Maryny carycy, dworzaninowi Zygmunta Augusta i zięcia Jana Tarły. 
Po Mniszchach właścicielami dworu w XVII w. byli Romerowie, a od lat 30. XVIII w. do lat 60. XIX w. Lubienieccy. 
Około połowy XIX w. Lubienieccy przebudowali dwór, wzniesiony jako budowla o charakterze obronnym, w celu zupełnego przystosowania go do funkcji mieszkalnej i reprezentacyjnej. Na poddaszu wybudowano nowy strop i urządzono kondygnację mieszkalną, zamurowano strzelnice i zastąpiono je niewielkimi oknami. Do fasady dworu dobudowano ganek, nad którym urządzono niewielki taras widokowy. Przebudowano także wnętrze, zlikwidowano tunelowe korytarze w grubości muru północnej ściany, przebudowano schody. Od tego czasu dwór był stopniowo modernizowany. W 1889 Stanisław Wyspiański wykonał serię rysunków dokumentujących jego wystrój. Pod koniec XIX w. następni jego właściciele, Brzozowscy przekształcili portyk kolumnowy pod tarasem na zabudowany przedsionek. Z kolei w latach 20. XX w. powiększono budynek o parterową przybudówkę od strony północnej. 
10 grudnia 1934 Towarzystwo Kredytowe Ziemskie we Lwowie wystawiło powtórnie na licytację zadłużone gospodarstwo rolno-leśne Jana Artwińskiego i Heleny z Amrogowiczów Artwińskiej za cenę wywoławczą 30 tys. zł. Po 1945 majątek został upaństwowiony, a dwór użytkowała służba zdrowia. 
Wystawiony na sprzedaż wraz z parkiem obiekt nabył w 2007 Dariusz Kolbusz, prezes firmy Autodistribution Invest (2004–2014, od 2020 prokurent firmy Union Parts CNC z Pustkowa), z żoną Joanną. Nowi właściciele przeprowadzili w latach 2007–11 kompleksowy remont i konserwację budynku, odtwarzając także dawną kompozycję parkową. Zostali uhonorowani nagrodą za wzorową restaurację w ogólnopolskim konkursie Generalnego Konserwatora Zabytków „Zabytek Zadbany A.D. 2013”.

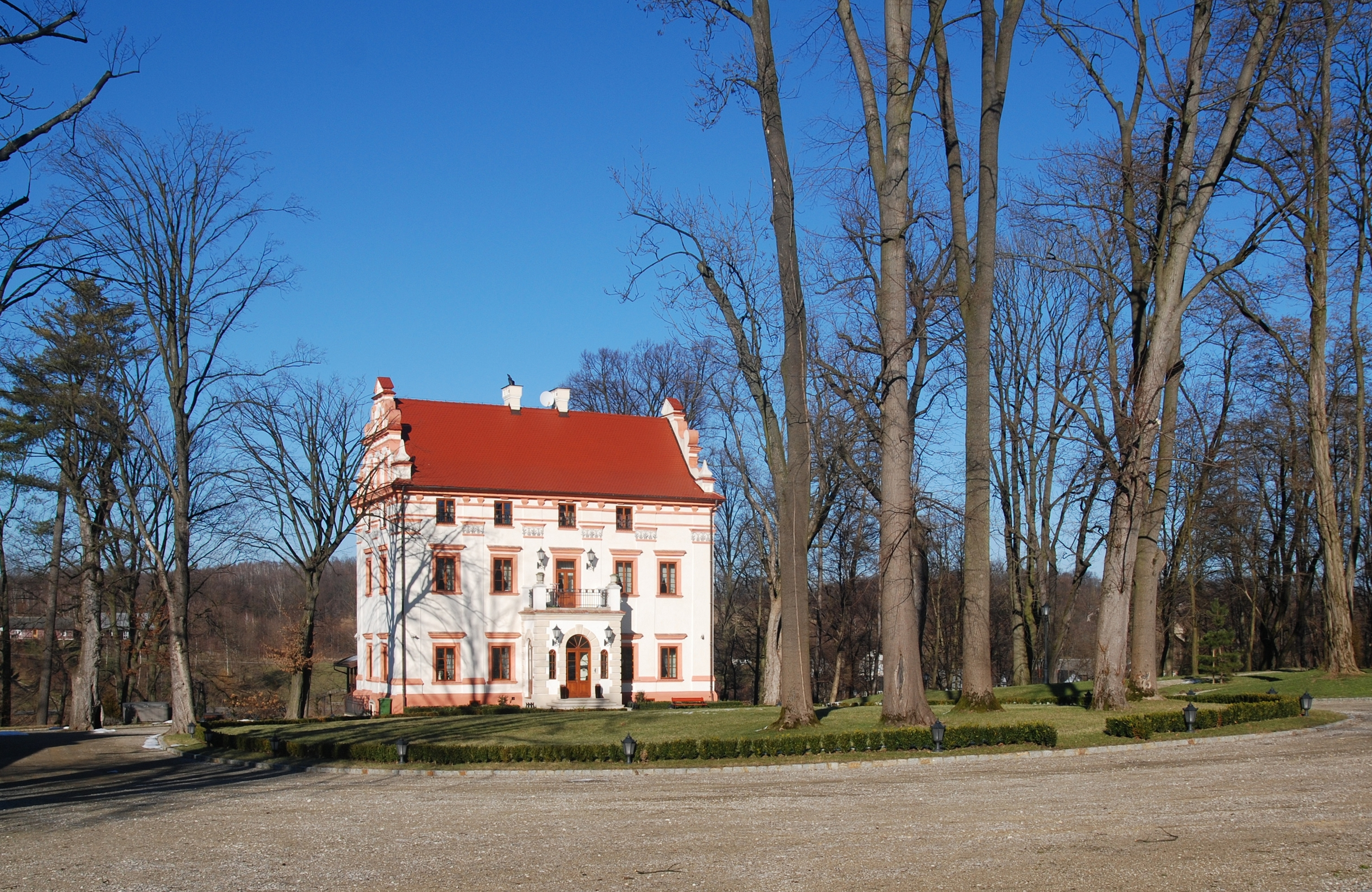
Widok ogólny
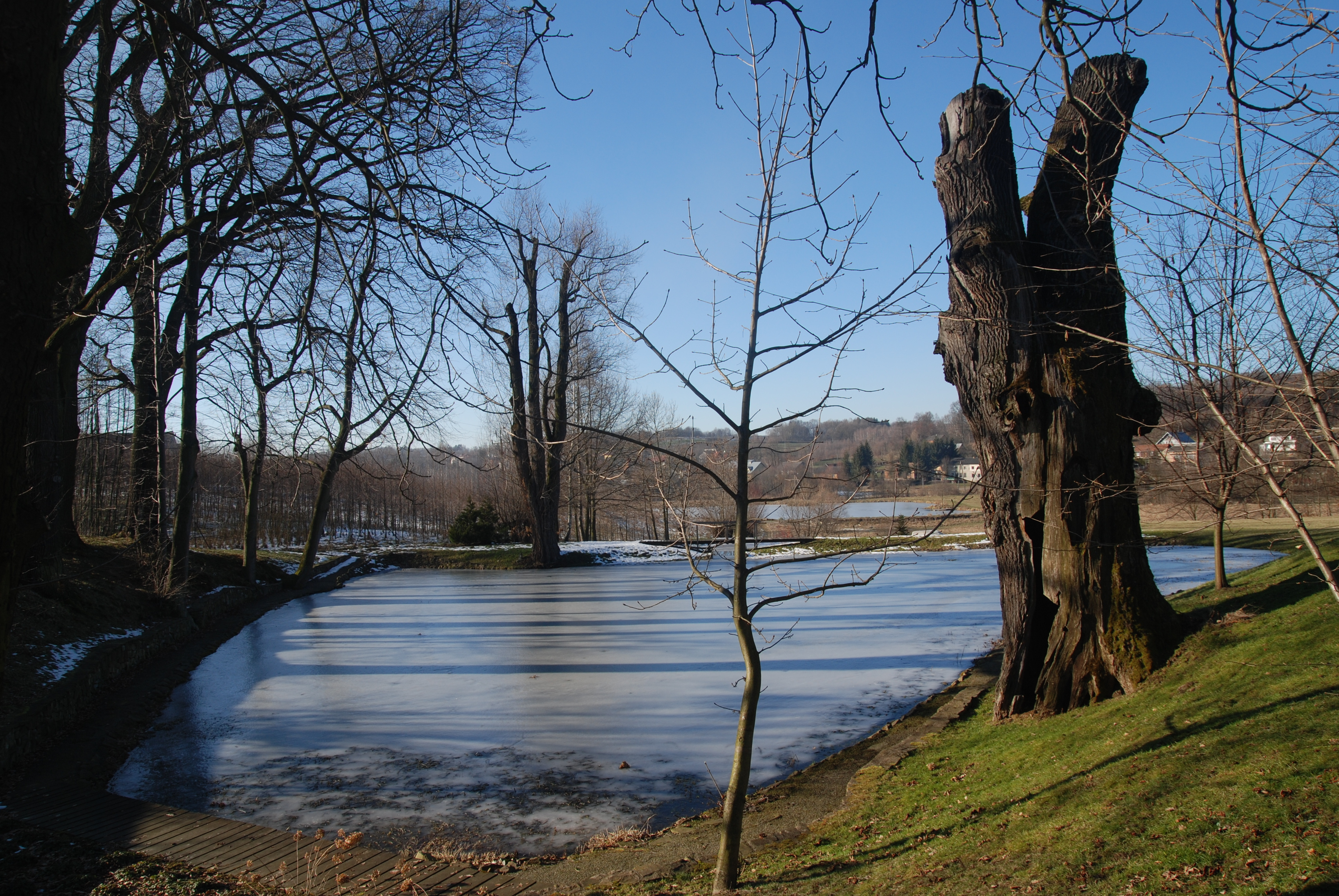
Kaskadowe stawy zachodnie
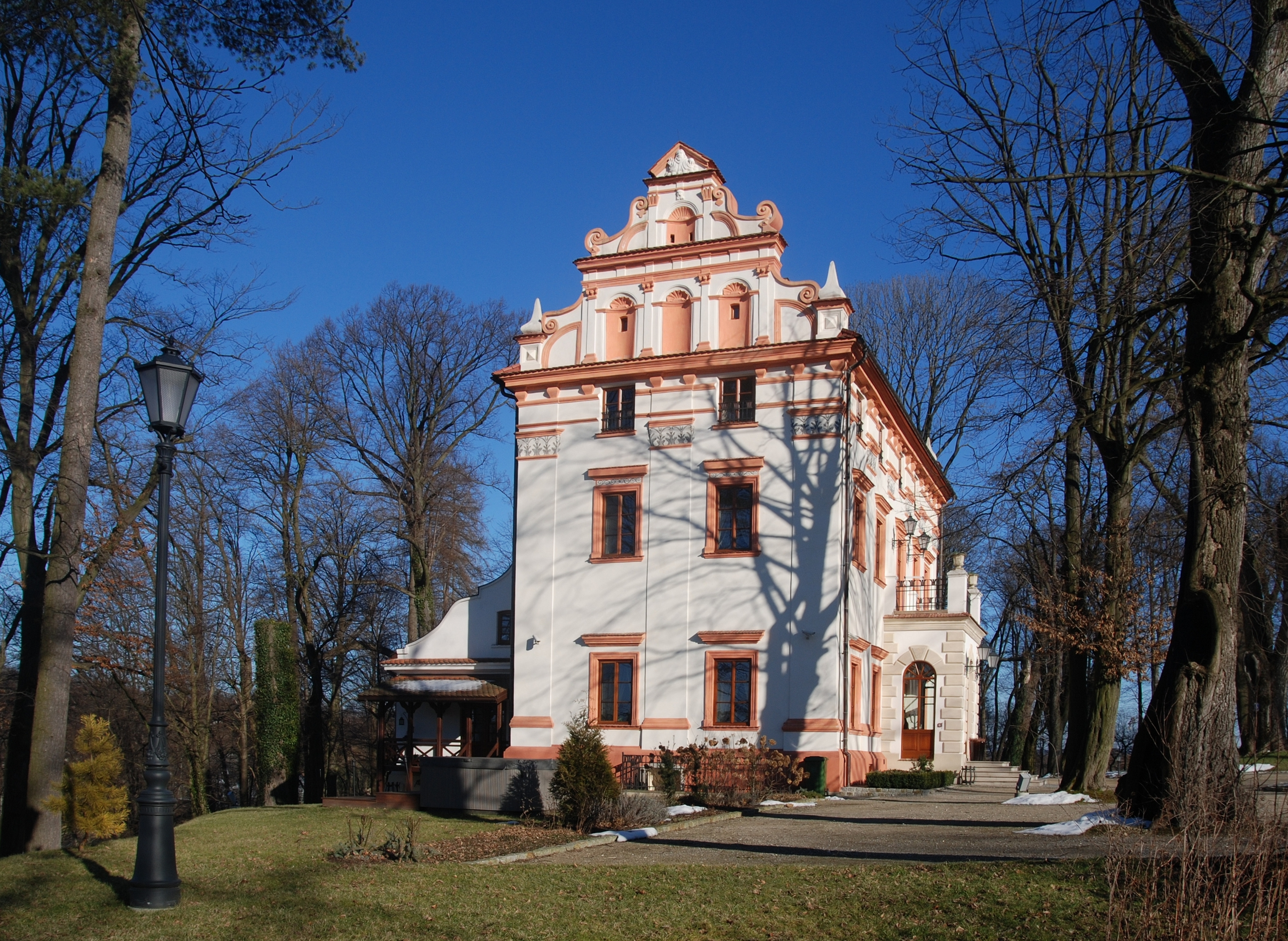
Elewacja zachodnia

## Lokalizacja
W skład założenia dworskiego wchodzi:
- dwór obronny, wspomagany przez zewnętrzny pierścień umocnień; zlokalizowany na wyniosłym stoku, który od północy stromo opada w dolinę rzeki Dulczy i stawom, a od strony zachodniej obniża się poprzez kaskadowo usytuowane stawy w tak zwanym układzie paciorkowym; pozostałe elementy fortyfikacji wokół pałacu, jak wały, fosy, zabudowania z bramą południową, nie zachowały się lub pozostały po nich słabo widoczne ślady; przed rezydencją od strony południowej znajduje się rozległy dziedziniec pośrodku ozdobiony gazonem[3],
- park, otaczający dwór, o układzie geometrycznym z zachowanym licznym starodrzewem, a także drzewami pomnikowymi; XIX-wieczne założenie parkowe powstało z przekształcenia XVI-wiecznego regularnego ogrodu[9],
- kapliczka z figurą św. Jana Nepomucena, usytuowana przy wjeździe do zespołu dworskiego; powstała w XVIII w.; murowana z cegły, otynkowana, na rzucie kwadratu, frontem zwrócona na południe, z dwoma okrągłymi okienkami, przykryta namiotowym, gontowym dachem[8].

Nie zachowała się drewniana kaplica dworska św. Marka.

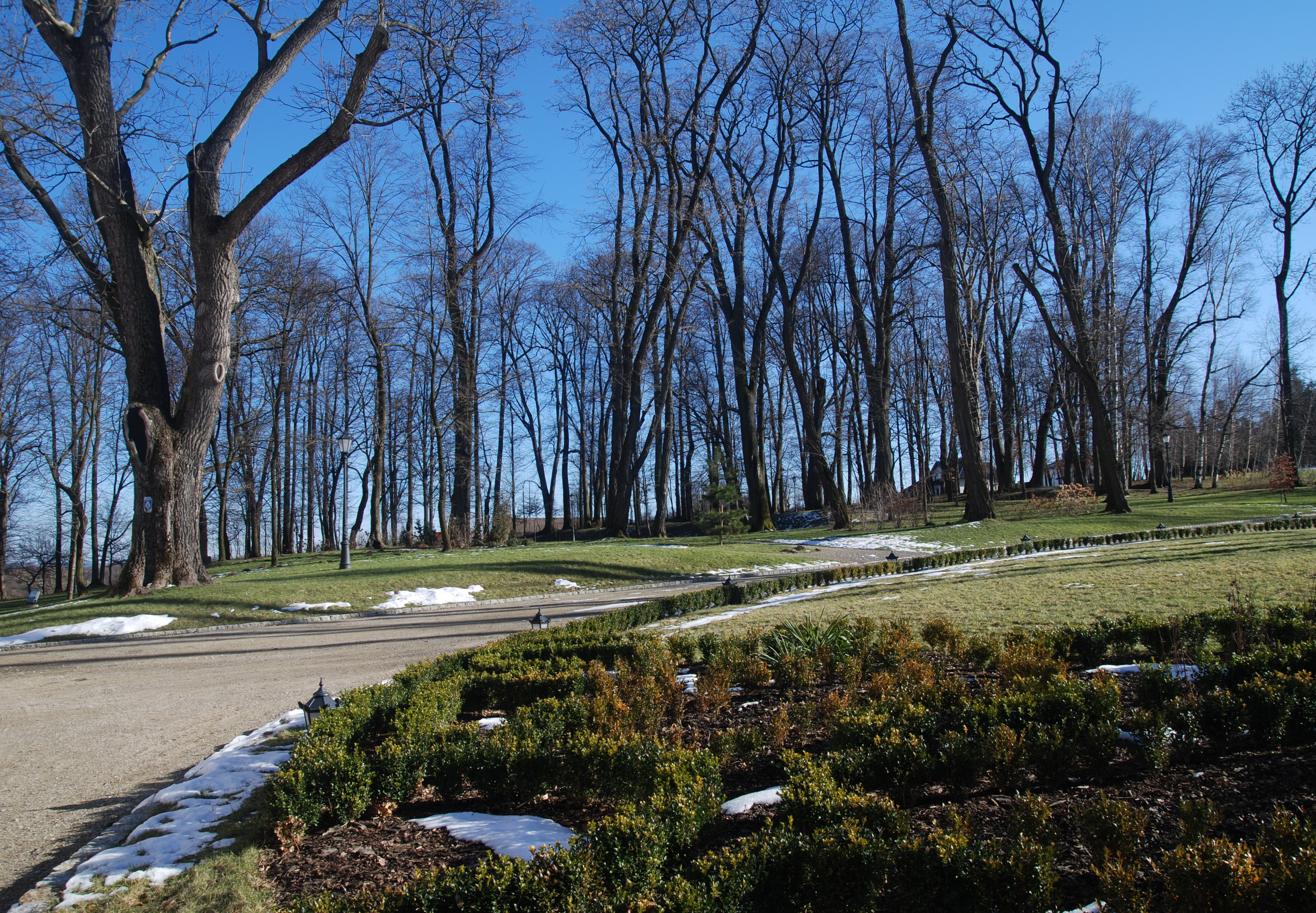
Park
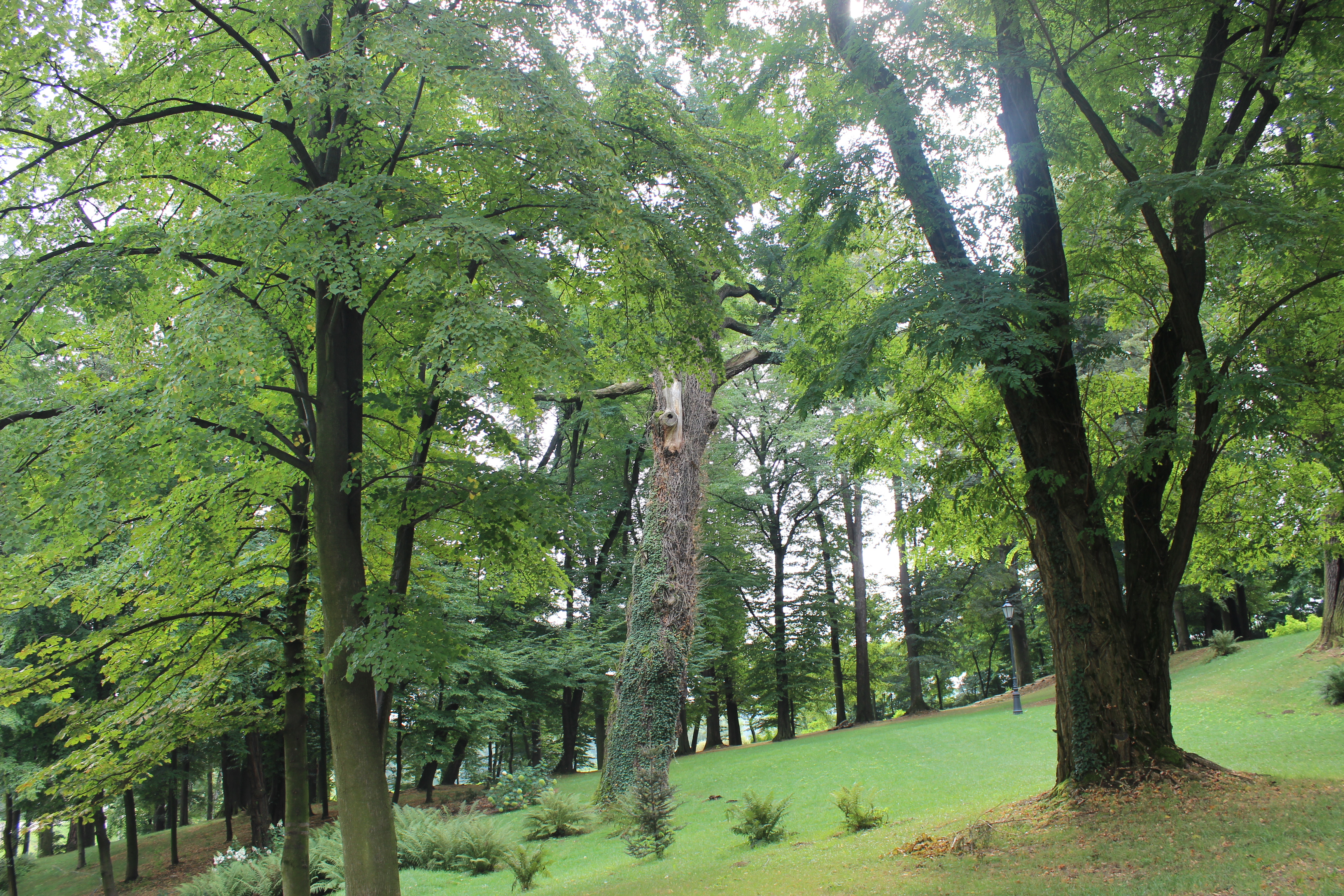
Park
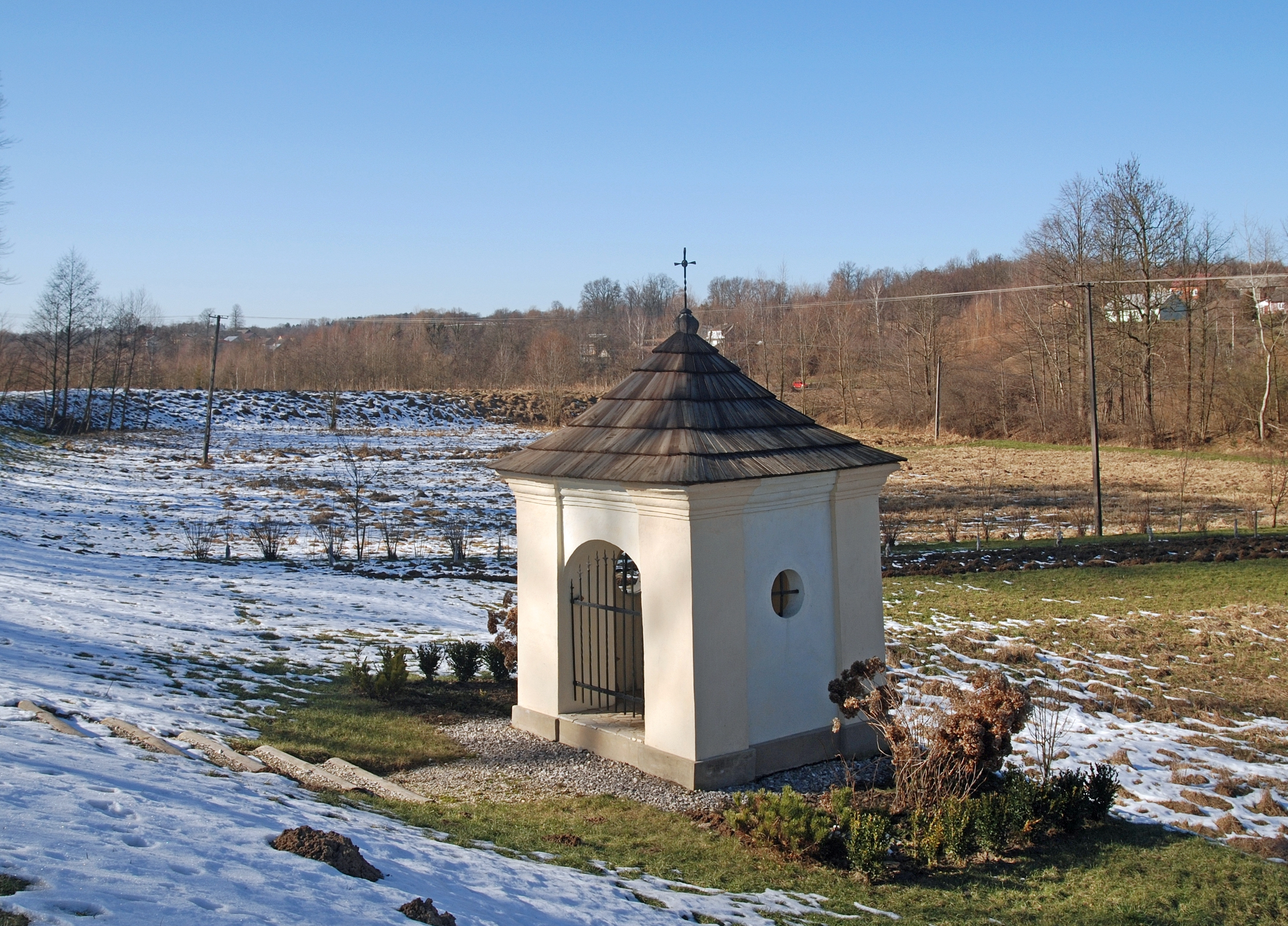
Kapliczka Nepomucena i dolina Dulczy

## Architektura
Dwór obronny w Łękach Górnych to pałac z wątkami militarnymi wzniesiony w formie wystawnej rezydencji w stylu renesansowym. Obiekt na planie prostokąta, składa się z podpiwniczonego parteru, piętra i poddasza, które do XIX w. zachowało charakter kondygnacji obronnej z otworami strzelniczymi dookoła, potem przekształconego na mieszkalne. Prostopadłościenna bryła przykryta jest dachem dwuspadowym pokrytym dachówką. Od frontu urozmaicona przedsionkiem z tarasem na piętrze oraz dobudówką z przeszklonym dachem pulpitowym od północy. Elewacja północna przypomina twierdzę, natomiast elewacje boczne i frontowa mają wygląd pałacowy. Północny mur, znacznie masywniejszy od pozostałych, krył w swej grubości komunikację pionową, niezależną od schodów prowadzących do części mieszkalnej, a potrzebną do obsługi i skutecznej obrony rezydencji. Elewacja południowa jest pięcioosiowa z dekoracjami w postaci pilastrów ustawionych na cokołach, obramień okiennych, nadokienników. Zamknięta od góry pasem szerokiego gzymsu wspartego na kroksztynach. Ozdobą węższych elewacji bocznych są wnękowe szczyty wolutowe, z rytmem pilastrów korynckich, konchami, sterczynami po bokach oraz przyczółkami z popiersiami: Boga Ojca-Stwórcy Świata i Chrystusa-Zbawiciela Świata.
Wnętrze składa się z sieni na parterze i przedpokoju na piętrze oraz rozmieszczonych po ich bokach reprezentacyjnych sal. W pomieszczeniach zachowane zostały oryginalne elementy jak: trójprzęsłowe sklepienia kolebkowe z lunetami i klasycystyczny piec w sieni, renesansowe stropy belkowe i fryz sztukatorski złożony z girland, amorków w sali reprezentacyjnej i drewniane schody. Na poddaszu w urządzonych pokojach mieszkalnych przetrwały sklepione wnęki mieszczące otwory strzelnic.

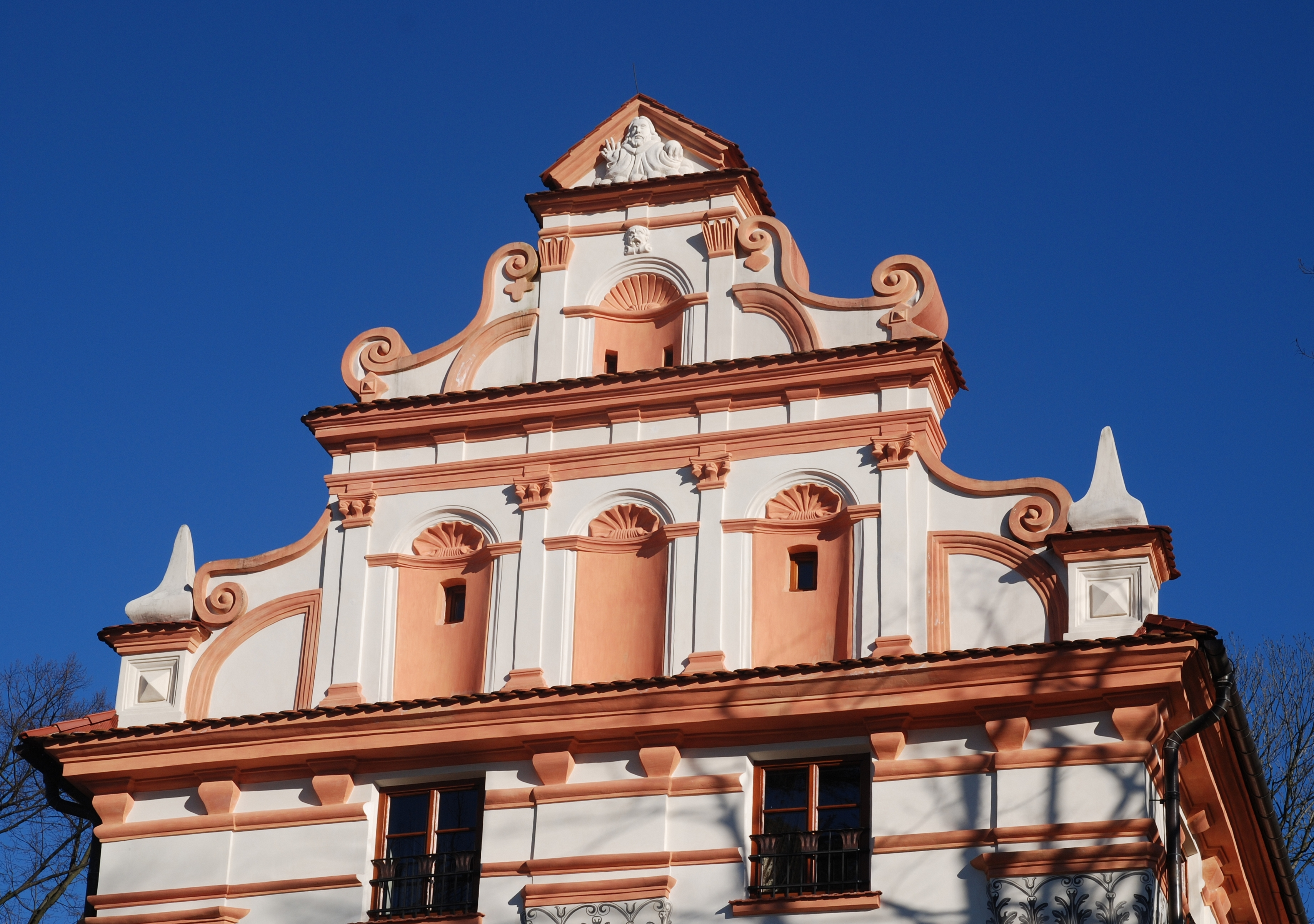
Szczyt zachodni
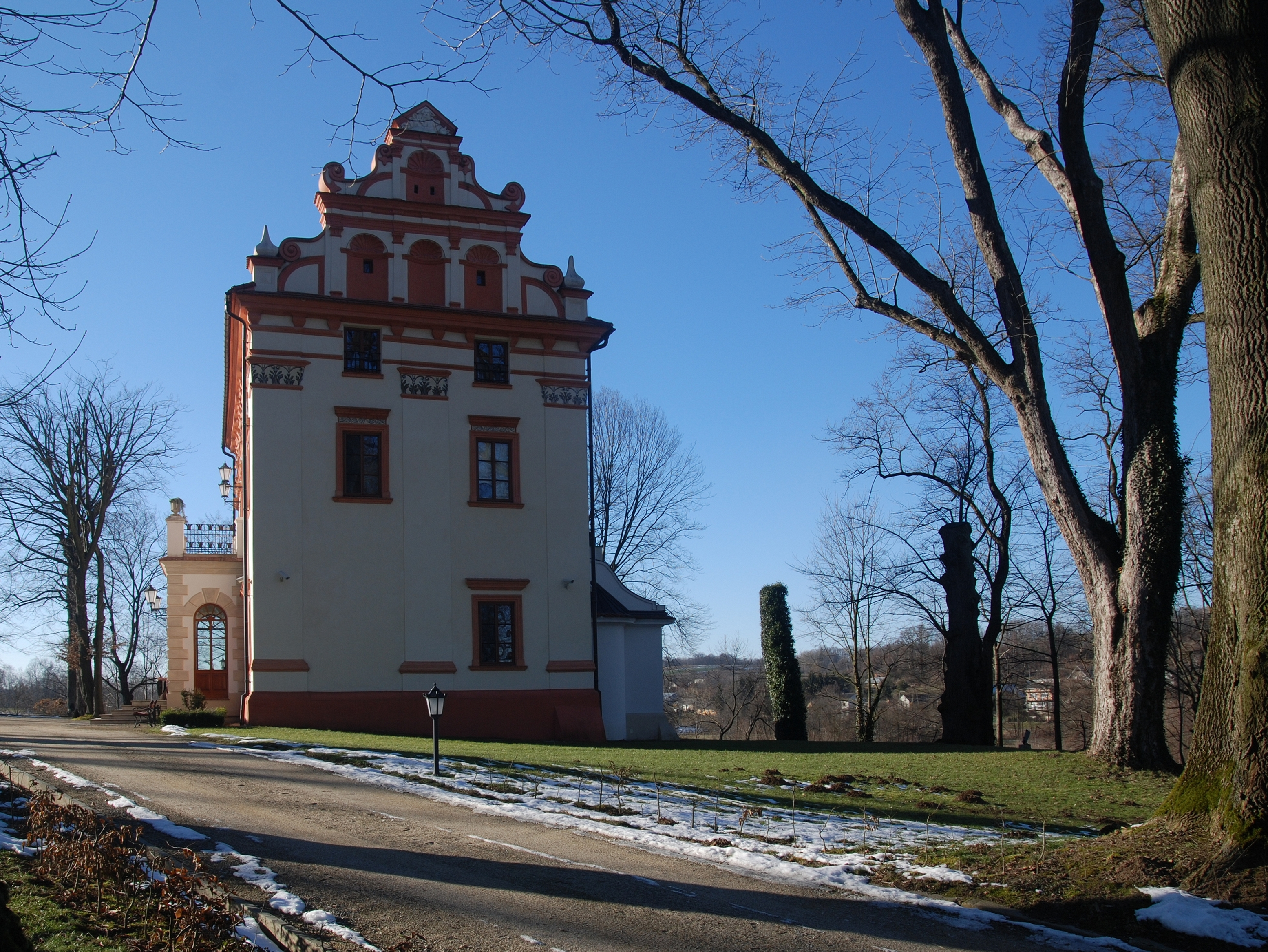
Elewacja wschodnia
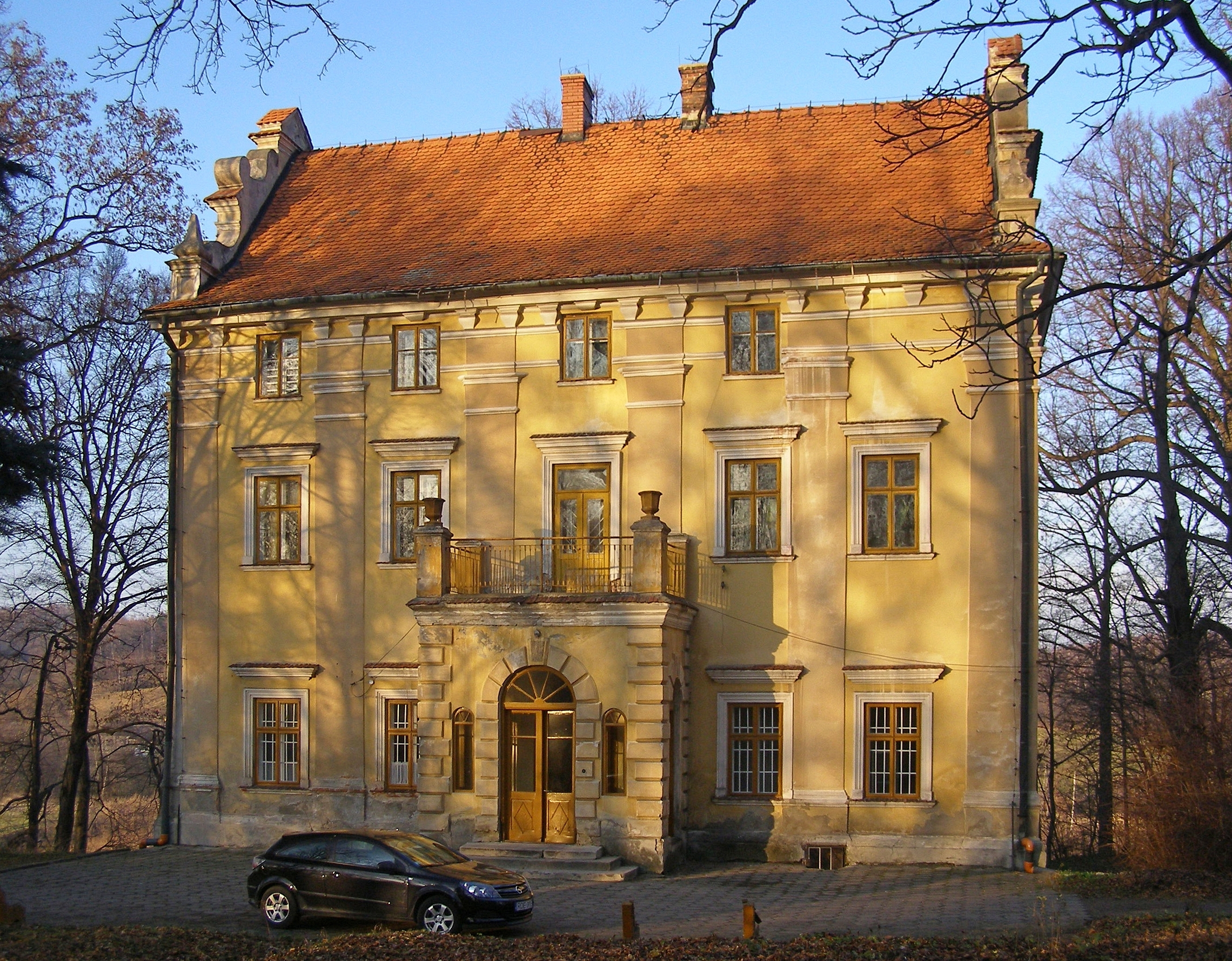
Dwór przed remontem (2006)